# Marrocos nos Jogos Olímpicos de Verão de 2016
Marrocos participou dos Jogos Olímpicos de Verão de 2016, que foram realizados na cidade do Rio de Janeiro, no Brasil, entre os dias 5 e 21 de agosto de 2016.
O atleta Mohammed Rabii ganhou uma medalha de bronze no Boxe meio-médio (69kg) masculino no dia 15 de agosto de 2016. 